# Confessioni di un cabarettista di m.
Confessioni di un cabarettista di m. (titolo completo: Confessioni di un cabarettista di m. - Esercizi spirituali di rifondazione umoristica) è un programma televisivo italiano presentato dal comico Paolo Rossi e trasmesso su Sky Uno il 24 maggio, il 31 maggio e il 7 giugno 2012. Dall'11 giugno 2012 il programma viene trasmesso anche in chiaro sul canale Cielo.
Lo spettacolo è stato registrato alla Corte Ospitale di Rubiera, in provincia di Reggio Emilia, in una tensostruttura del Circo Togni.
Fatta eccezione per alcune partecipazioni come ospite in alcuni programmi, Rossi torna sullo schermo televisivo dopo venti anni dal suo programma Su la testa!, andato in onda nel 1992 su Rai 3.